# Roger Ier de Sicile
Pour les articles homonymes, voir Roger Ier.
Roger de Hauteville (italien : Ruggero d'Altavilla ; latin : Rogerius de Altavilla), né en Normandie vers l'an 1030, mort le 22 juin 1101, surnommé le « Bosso », puis, le « Grand Comte », est un aventurier normand du XIe siècle. Entre 1061 et 1091, avec l'aide de son frère Robert Guiscard, il conquiert la totalité de la Sicile musulmane et est à l'origine du futur royaume de Sicile. Il fut comte de Sicile et de Calabre.

## Biographie

### Origines et débuts

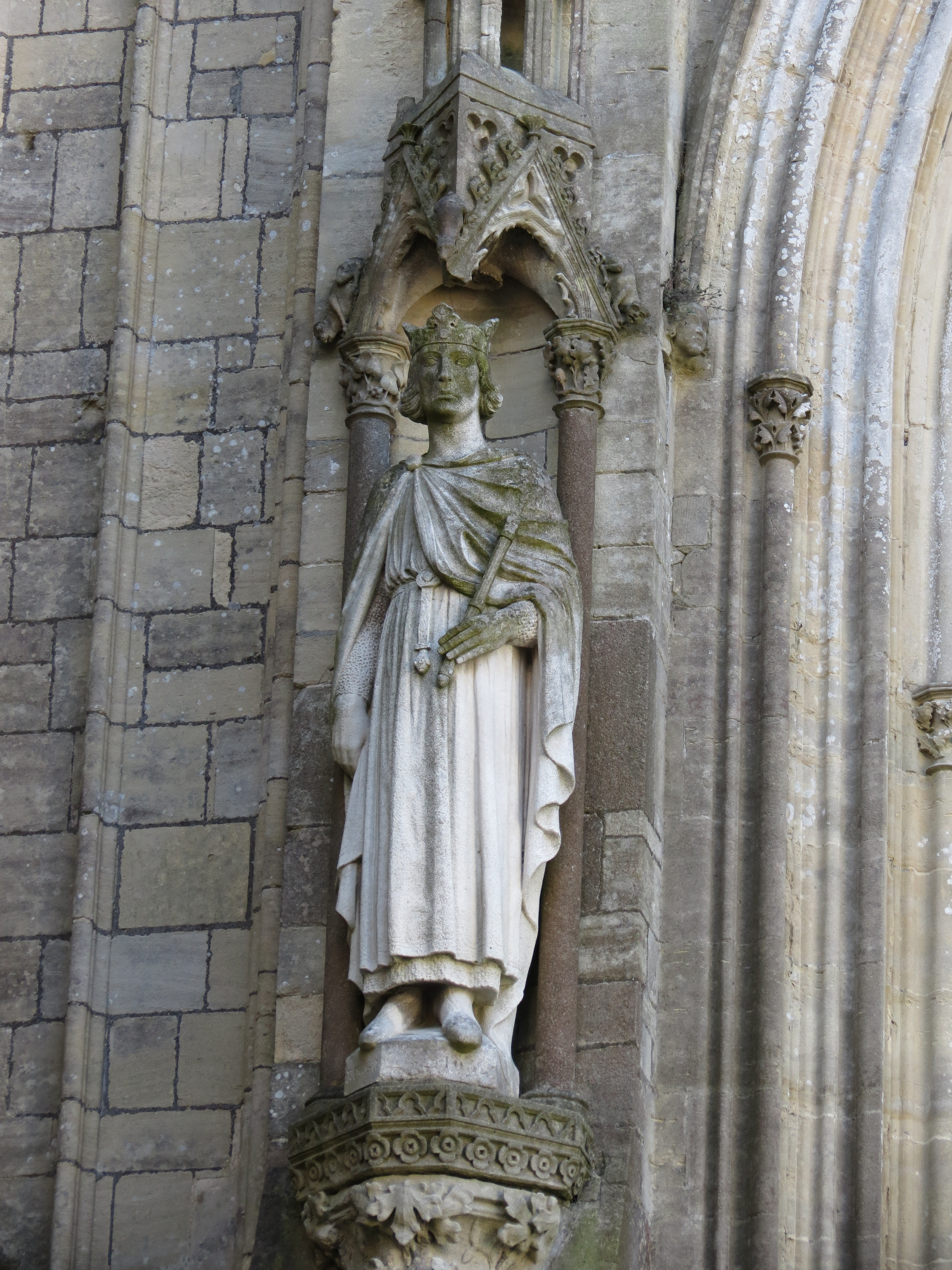
Statue de de Sicile, cathédrale Notre-Dame de Coutances.

Roger de Hauteville est le fils cadet de Tancrède de Hauteville, un petit seigneur normand sans fortune de la région de Coutances, dans l'ouest du duché de Normandie. Sa mère Frédésende, seconde épouse de Tancrède, passe parfois pour être une fille du duc Richard II de Normandie. Selon le chroniqueur Geoffroi Malaterra, d'origine normande, Tancrède de Hauteville fait partie de la noblesse du duché sans être cependant l'un des principaux seigneurs. Selon la princesse byzantine Anne Comnène, les Hauteville sont d'origine obscure.
Né vers 1030, Roger de Hauteville quitte le duché de Normandie pour l'Italie du Sud vers 1055. Il mène une vie de brigand depuis le château de Scalea et prête main-forte à son frère aîné Robert Guiscard dans sa conquête de la Calabre. Celui-ci lui confie le comté de Calabre en 1057 et lui cède la place de Mileto. En 1059, avec l'aide de son frère, Roger soumet les deux dernières places fortes byzantines en Calabre, Squillace et Reggio. Avec la prise de Reggio, Roger a les mains libres pour débuter la conquête de la Sicile musulmane.

### Conquête de la Sicile

Les étapes de la conquête normande de l'Italie méridionale et de la Sicile.

Roger lance un premier coup de main sur la ville de Messine en 1060, mais celui-ci est un échec. L'émir de Syracuse, Ibn at Timnah, en lutte avec son beau-frère, Ibn al Hawas, émir de Girgenti et de Castrogiovanni, vient trouver Roger à Mileto afin de solliciter son alliance. Le Normand lance une nouvelle expédition et, avec l'aide de Robert Guiscard, s'empare de Messine l'année suivante avec 300 chevaliers. Les deux hommes poursuivent leur avancée dans le Val Demone avec une relative facilité. Les Normands sont accueillis comme des libérateurs par la population locale majoritairement chrétienne. 
Les troupes normandes prennent ensuite la ville de Paternò, près de Catane, et poursuivent leur avancée jusqu'à Castrogiovanni, la forteresse la plus puissante du centre de la Sicile. L'armée normande y est battue et la citadelle, défendue par Ibn al Hawas, ne tombe pas. Roger se rend ensuite en Calabre, à Mileto, et célèbre son mariage avec Judith d'Évreux en décembre 1061. Il entre alors en conflit avec Robert Guiscard qui assiège son frère cadet à Mileto. Après avoir quitté nuitamment sa capitale, Roger prend la ville de Gerace avec cent chevaliers. Robert Guiscard établit un campement devant cette ville mais est capturé par les habitants après avoir tenté de corrompre l'un de ses notables. Robert est finalement remis entre les mains de Roger et les deux frères se partagent la Calabre. Ils signent un traité leur attribuant la moitié de chaque ville et de chaque château de la région. Au cours de l'hiver 1062, Roger, de retour en Sicile, combat à Troina où il est assiégé durant quatre mois dans des conditions très difficiles avec sa jeune femme Judith,.

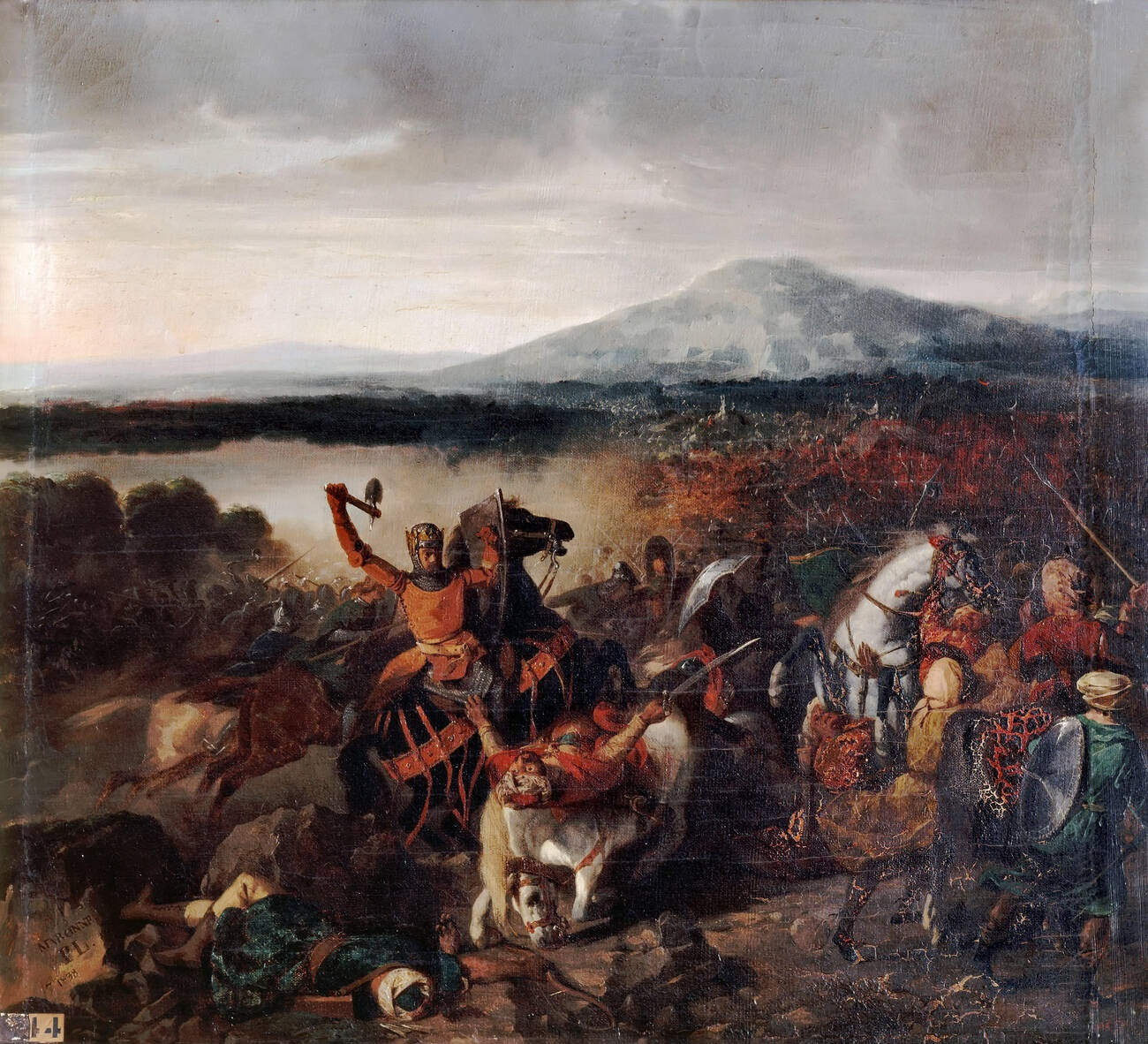
Roger de Sicile à la bataille de Cerami (1063), par Prosper Lafaye.

En 1063, Roger remporte la bataille de Cerami et fixe sa résidence principale à Troina,. La conquête de la Sicile est lente et difficile à cause de la faible quantité de troupes dont Roger dispose. Il n’a guère plus de 2 000 hommes pour toute la Sicile. Par ailleurs, il est rappelé constamment sur le continent pour aider son frère, ce qui l'empêche de consacrer toute son énergie à la conquête de l'île. Les batailles sont limitées à des escarmouches, des coups de main et des embuscades, et les véritables succès sont l'acquisition de places fortes, permettant de quadriller le territoire avec de solides garnisons.

### Prise de Palerme

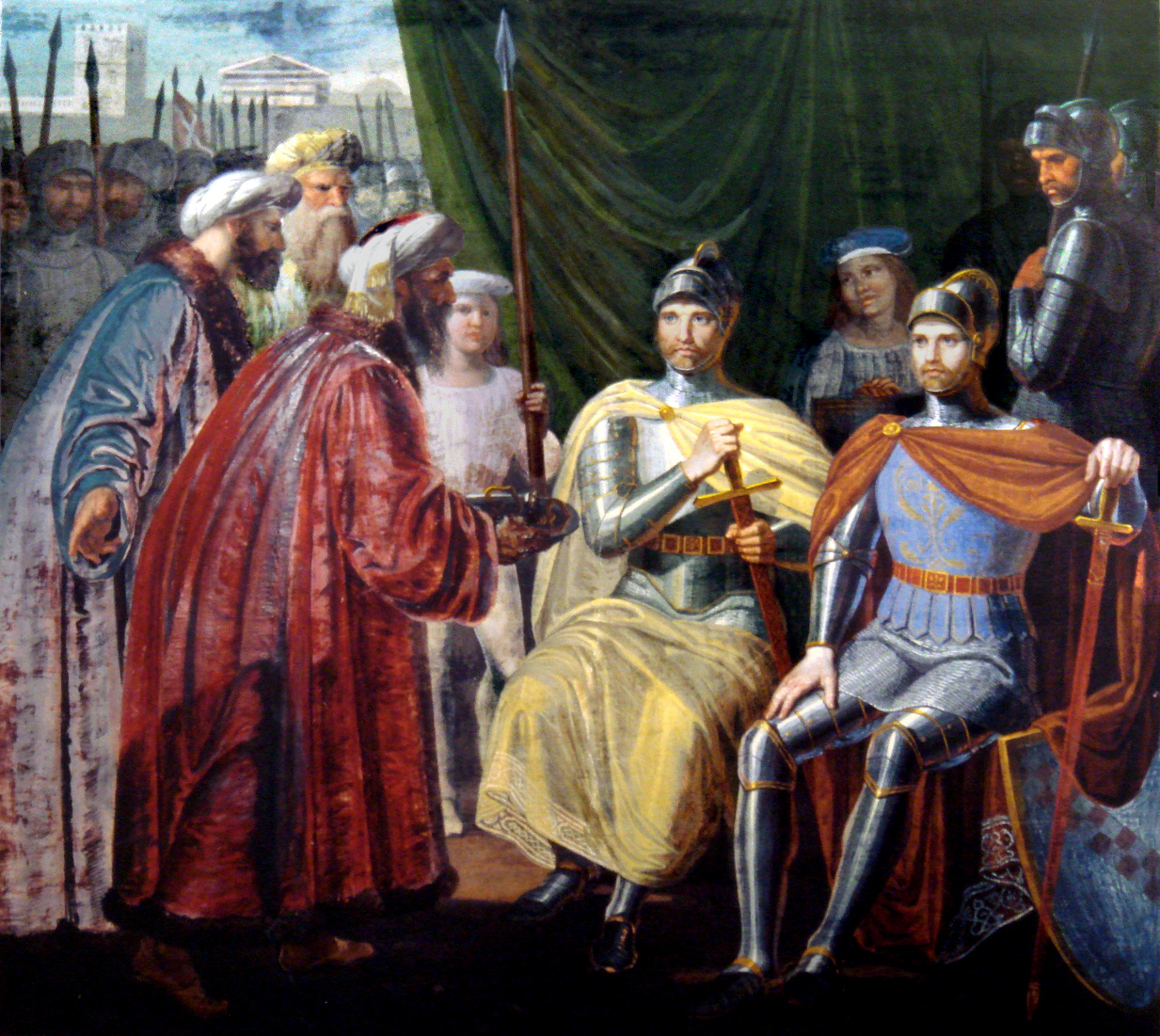
Roger recevant les clés de Palerme (1072), par Giuseppe Patania.

En 1068, les Normands remportent la bataille de Misilmeri. Cette victoire ouvre le chemin de Palerme et permet d'envisager la conquête de l'ouest de la Sicile. En 1071, après avoir participé au siège de Bari, en Italie du Sud, Roger s'empare de la ville de Catane,. Avec l'aide de Robert Guiscard, il débute le siège de Palerme en automne 1071, bouclant complètement la ville par voie terrestre, tandis qu'une flotte normande assure le blocus naval. La ville, musulmane depuis plus de deux siècles, tombe aux mains des Normands l'année suivante, le 10 janvier 1072,. Palerme prise, un gouverneur normand est désigné pour administrer la ville avec la fonction d'« amiral » (terme emprunté à l'arabe « émir »). Les Palermitains, de religion musulmane pour la quasi-totalité, peuvent continuer à professer leur religion en payant un tribut. Roger et Robert se partagent la ville. La reddition de Palerme entraîne également celle de Mazara del Vallo. Roger est nommé comte de Sicile par son frère Robert Guiscard en 1072, mais celui-ci garde Palerme, le Val Demone et la moitié de Messine. Laissant à Roger le soin de conquérir le reste de l'île, Guiscard regagne l'Italie.
Toujours contraint par ses effectifs dérisoires, Roger mène ensuite pendant près de vingt ans une guerre de partisans en Sicile. Il déploie pendant toute cette période de brillantes qualités militaires et s'illustre par un grand sens politique. En 1077, il se rend maître de Trapani et de Castronovo. En 1079, il prend Taormine. Il s'empare de Syracuse en octobre 1085, puis de Girgenti en juillet 1086,. Au cours d'une embuscade, il capture Hamud, l'émir de Castrogiovanni, qui se convertit au catholicisme. Il achève la conquête de l'île en 1090 avec la prise de Noto. Roger soumet les îles de Malte et de Gozo en 1091, après le siège victorieux de Mdina. La population musulmane est préservée mais doit verser au comte normand un tribut annuel. Ces succès mettent définitivement un terme à l'émirat de Sicile. 
Une fois la conquête de la Sicile achevée, le comte vient en aide à plusieurs reprises à son neveu Roger Borsa en Italie. S'appuyant sur un contingent volumineux de troupes musulmanes, il profite des difficultés de son neveu pour obtenir d'importantes concessions. Il lui apporte un soutien militaire conséquent devant Amalfi en 1096 et Capoue en 1098.

### Mort et succession

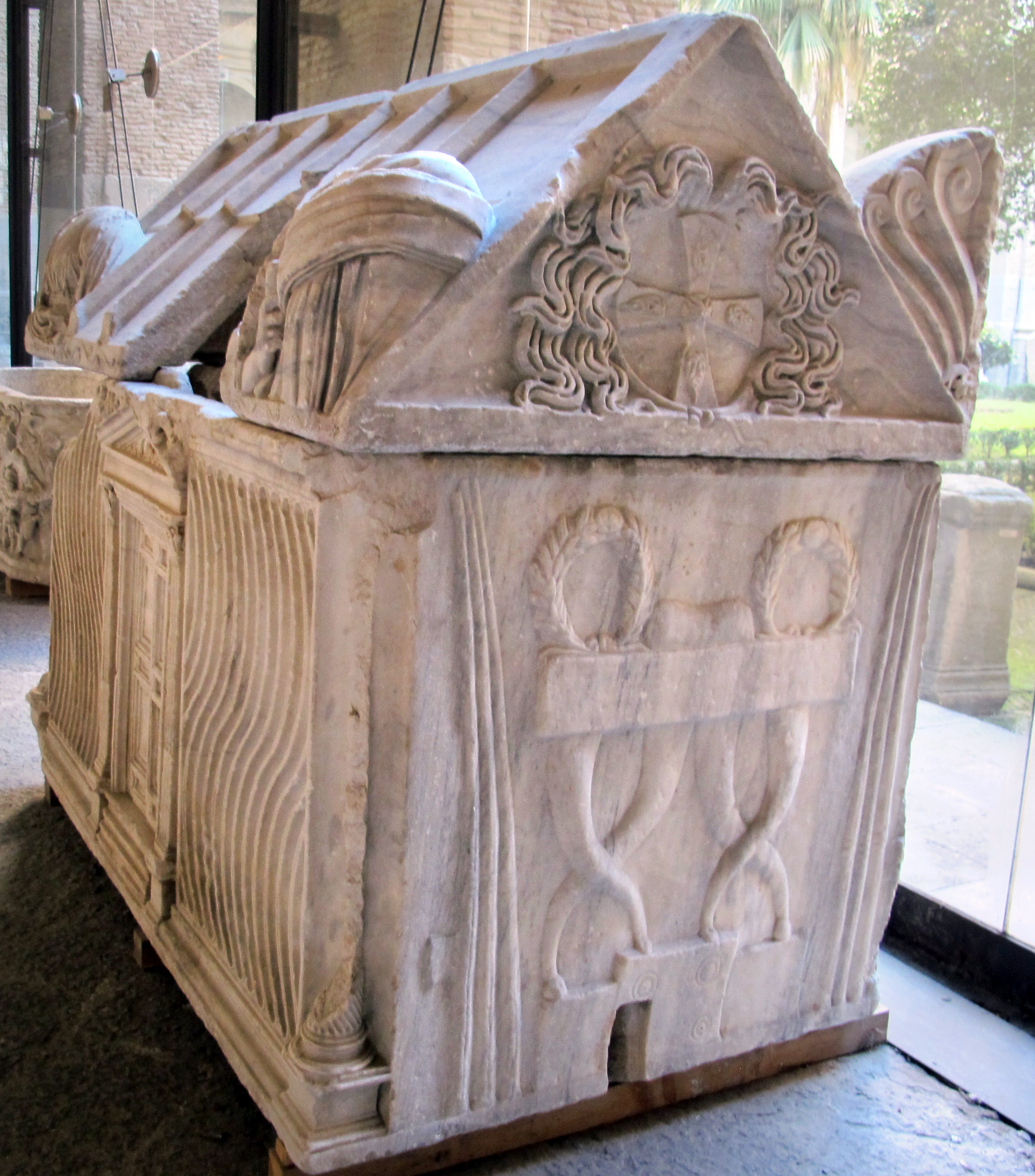
Sarcophage de Roger, anciennement situé dans l'abbaye Sainte-Trinité de Mileto.

Roger meurt de causes naturelles le 22 juin 1101,, à 70 ans dans son fief de Mileto en Calabre où il est inhumé. C'est son onzième enfant, Simon de Sicile, alors âgé de huit ans, qui lui succède, sous la régence de sa mère Adélaïde de Montferrat. En 1783, le tombeau de Roger est partiellement détruit par un tremblement de terre,.
Ferdinand Chalandon note qu'avec Roger de Hauteville disparaît « le dernier survivant de l'époque héroïque de la conquête ».

## Administration

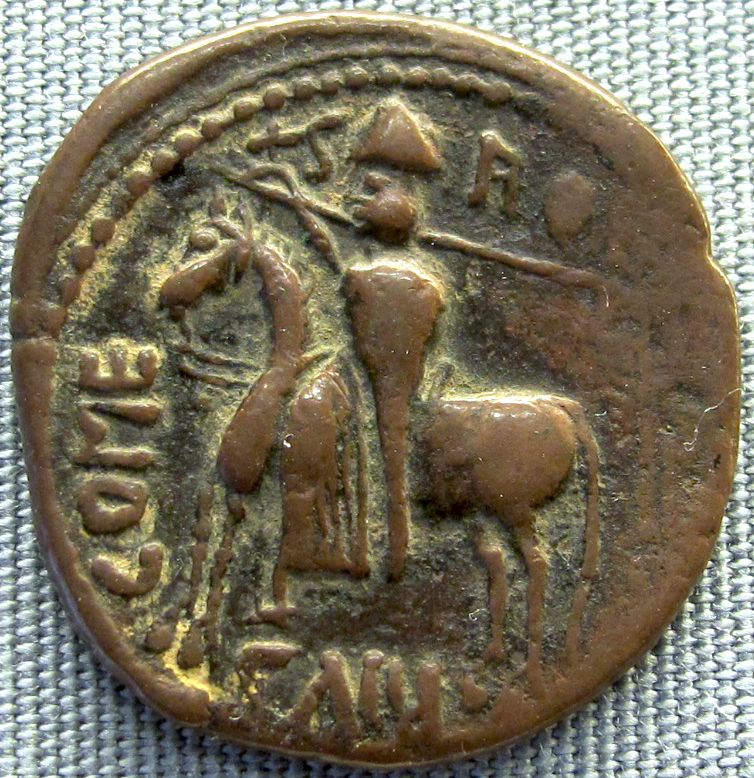
Monnaie émise par le comte Roger de Sicile.

La mort de Robert Guiscard en juillet 1085 laisse Roger totalement libre dans ses actes et il devient le seul véritable maître de la Sicile qu'il restructure en comté en y introduisant le système féodal, tout en élisant Mileto comme capitale de ses possessions ; c'est le début de la Sicile normande, une ère de prospérité en continuité avec l'époque musulmane. Comme les musulmans avant lui, Roger se montre tolérant, respectant les différentes identités, coutumes, et religions de l'île à condition de payer un impôt. Il autorise juifs, chrétiens orthodoxes et musulmans (berbères et arabes), à rester dans l'île s'ils le souhaitent. Synagogues et mosquées ne sont pas détruites — Palerme, la capitale, compte encore une quarantaine de mosquées contre plus de 300 un siècle auparavant selon le voyageur Ibn Hawqal. L'arabe est déclarée langue officielle, tout comme le latin, le grec et le franco-normand.
Après le mariage en 1089 entre Roger et Adélaïde del Vasto, descendante de la famille des Alérame, de nombreux colons lombards originaires des possessions des Alérame dans le Piémont et la Ligurie s'installent sur la partie centrale et orientale de la Sicile. Ces colons lombards sont dirigés par Enrico del Vasto, frère cadet d'Adélaïde,. Roger favorise longtemps les immigrés latins, comme les soldats et mercenaires lombards (pour la plupart venant de la région de Montferrat), et français (de Normandie, de Provence et de Bretagne), qui arrivent en masse en Sicile. Ceux-ci occupent des villages entiers comme ceux de Nicosia, Sperlinga, Piazza Armerina, Valguarnera Caropepe, Aidone, San Fratello, Acquedolci, San Piero Patti, Montalbano Elicona, Novara di Sicilia et Fondachelli-Fantina. Ces colons sont à l'origine du dialecte gallo-italique, mélange de sicilien et de lombard, qui a su se maintenir jusqu'à nos jours.
En 1097, Roger crée le Parlement sicilien à Mazara del Vallo. Ce parlement, à l'origine itinérant, est considéré comme un des premiers parlements modernes de l'histoire,.
Sous les Arabes et les Byzantins, le principal système de défense est la cité fortifiée, comme celle de Castrogiovanni. Le château est apporté en Sicile par les Normands au XIe siècle durant la période d'« enchâtellement ». Ceux-ci construisent des châteaux suivant les techniques en vigueur en Normandie : les châteaux sont d'abord des mottes castrales, puis des châteaux en pierre dont la principale fonction n'est pas la défense ni la protection, mais de symboliser la puissance des seigneurs normands. Le château de Paternò et l'arche normande de Mazara del Vallo font partie des vestiges laissés par la conquête normande de la Sicile par le comte Roger.

## Description
« C’était un jeune homme superbe, à la taille élancée, distingué de sa personne, orateur très habile, de conseil avisé, organisateur prévoyant des tâches à exécuter, enjoué et affable avec tout le monde, d’une force physique impressionnante, fougueux au combat — avantages qui lui concilièrent en peu de temps la sympathie de tous. Mais du fait qu’il était un homme d'action et que, comme c’est l’habitude à un tel âge, il était amoureux de la gloire, il s’attacha tous les hommes d’action, et il leur distribuait volontiers et fort généreusement tout ce dont il pouvait disposer. »

— Geoffroi Malaterra, Histoire du Grand Comte Roger et de son frère Robert Guiscard, livre I, ch. 19, §3.

## Descendance
Roger eut trois épouses :

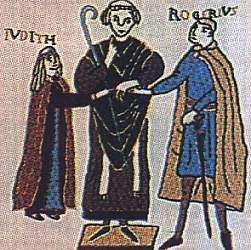
Mariage de Roger et de Judith d'Évreux.

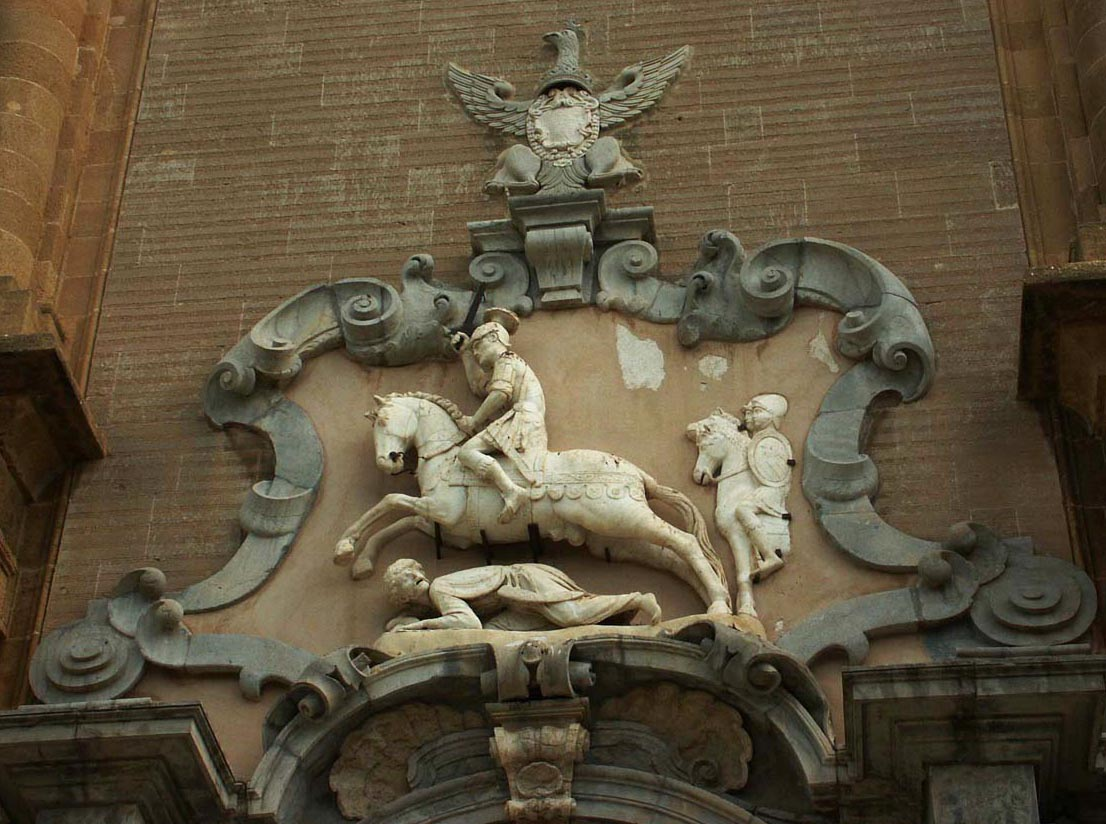
Roger luttant contre les Sarrasins. Détail d'un portail de la cathédrale de Mazara del Vallo.

1. Judith d'Évreux (vers 1035/1045 - † 1076), fille de Guillaume, comte d'Évreux, venue de Normandie et appartenant à la grande famille normande des Grandmesnil, liée à la famille ducale, qu'il épouse dans son fief de Mileto (décembre 1061) ;
2. Éremburge de Mortain († 1087), appartenant elle aussi à la haute noblesse normande par son père Guillaume Guerlenc, un « richardide », et par sa mère Mathilde, appartenant à la grande famille des Montgommery. Il l'épouse en 1077 ;
3. Adélaïde de Montferrat, issue de la vieille noblesse d'origine lombarde et peut-être aussi franque d'Italie du Nord, nièce de Boniface del Vasto, seigneur de Savone, qu'il épouse en 1087/1089. Cette dernière lui donnera deux fils : Simon, mort prématurément avant sa majorité, et surtout le futur roi Roger II de Sicile, l'un des plus grands monarques du Moyen Âge.

L'aîné des fils de Roger était un bâtard du nom de Jourdain, probablement né en Italie autour de l'an 1060, qui décèdera avant son père au début des années 1090.
Roger eut également quelques concubines qui lui donneront plusieurs enfants dont un certain Mauger, mort jeune, ou encore un certain Godefroi, comte de Raguse, qui devint lépreux.
De son premier mariage avec Judith d'Évreux, il a des filles :
1. Une fille (Flandrine) mariée à Hugues de Gercé, jeune chevalier peut-être originaire de Jarzé ;
2. Mathilde, mariée au comte Robert d'Eu, puis répudiée, elle se remarie au comte Raymond IV de Toulouse ;
3. Adelise (ou Adelicia), mariée en 1086 à Henri de Monte Sant'Angelo, puissant baron normand d'Apulie ;
4. Emma († 1120), brièvement fiancée à Philippe Ier roi des Francs ; mariée d'abord à Guillaume VI, comte d'Auvergne puis à Rodulf, comte normand de Montescaglioso.

En 1077, Roger se marie une seconde fois avec Eremburge d'Eu († 1088 à l'âge de 28 ans), fille de Guillaume de Mortain. Ils ont sept enfants, plus une fille possible selon Patrick Deret :
1. Mauger, comte de Troina ;
2. Murielle, mariée à Josbert de Lucy, un Normand originaire de Lucy en Seine-Maritime ;
3. Constance, mariée à Conrad d'Italie ;
4. Félicie, mariée au roi Coloman de Hongrie ;
5. Violante, mariée à Robert de Bourgogne, fils de Robert Ier, duc de Bourgogne ;
6. Flandrina, fiancée à Hugues de Jersey, mariée à Henri Del Vasto (noble d'Italie du Nord), fondateur de la famille Mazzarino ;
7. Judith, mariée à Robert de Bassonville (un Normand dont la famille est originaire de Vassonville, près de Dieppe) ;
8. Mathilde, mariée à Guigues III d'Albon, selon Patrick Deret.

De sa troisième et dernière épouse, Adélaïde de Montferrat, ils ont quatre enfants :
1. Simon ;
2. Mathilde, mariée à Rainolf d'Alife, puissant et influent noble italo-normand de la famille de Rainulf Drengot, qui deviendra le principal ennemi de Roger ;
3. Roger, futur Roger II de Sicile ;
4. Maximilla, mariée au comte Hildebrand VI (de la famille Aldobrandeschi).

## Dans la culture
Dans le second scénario de la campagne sicilienne du jeu vidéo Age of Empires II : Definitive Edition, le joueur incarne Roger lors de la conquête de la Sicile.